# Canillas de Albaida
Canillas de Albaida è un comune spagnolo di 759 abitanti situato nella comunità autonoma dell'Andalusia.